# NGC 302
NGC 302 é uma estrela na direção da constelação de Cetus. O objeto foi descoberto pelo astrônomo Frank Muller em 1886, usando um telescópio refrator com abertura de 26 polegadas. 